# Филип Стојановић (фудбалер)
Филип Стојановић (Београд, 19. маја 1988) српски је фудбалер који је тренутно наступа за Будућност из Добановаца.

## Трофеји и награде
БАСК
- Прва лига Србије: 2010/11.[2]

Радник Сурдулица
- Прва лига Србије: 2014/15.[3]